# Авілікс
Авілікс — це богиня місяця та ночі у міфології народів мая.
Авілікс, ймовірно, походить від низинної богині мая класичного періоду або від Кабавіл Ікс, богині Місяця чонтальських мая.

## Легенда
Кажуть, що Сонце — її коханий, і лише завдяки йому вона сяє. Але так говорять ті, хто не знає її. Отримавши необмежену міць, Сонце спалює шкіру, спустошує землі, засліплює очі. Місячне світло інше. Немов білосніжні пелюстки воно покриває ніч, огортаючи світ в таємниче світло. Він не несе смути або руйнування, тільки можливість бачити те, що приховано від очей. І Авілікс нічим від нього не відрізняється. Її таємниче світло прекрасне саме по собі.